# Raig lluminós

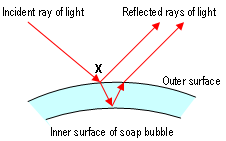
Les línies rectilínies representen els raigs lluminosos. Com es pot veure, es reflecteixen i refracten en la fina pel·lícula d'una bombolla de sabó.

En òptica, un raig és un model de llum idealitzat, que s'obté triant una línia perpendicular als fronts d'ona de la llum real i que apunta en la direcció del flux d'energia. Els raigs s'utilitzen per modelar la propagació de la llum a través d'un sistema òptic, dividint el camp de llum real en raigs discrets que es poden propagar computacionalment a través del sistema mitjançant les tècniques de traçat de raigs. Això permet que fins i tot sistemes òptics molt complexos siguin analitzats matemàticament o simulats per ordinador. El traçat de raigs utilitza solucions aproximades a les equacions de Maxwell que són vàlides sempre que les ones de llum es propaguen a través i al voltant d'objectes les dimensions dels quals siguin molt superiors a la longitud d'ona de la llum. La teoria de raigs (òptica geomètrica) no descriu fenòmens com la difracció, que requereixen teoria d'ones. Alguns fenòmens d'ona com la interferència es poden modelar en circumstàncies limitades afegint fase al model de raigs.

## Definició

Raigs lluminosos que es troben amb una superfície rugosa, dispersant-se en totes direccions.

Un raig de llum és una línia (recta o corba) que és perpendicular als fronts d'ona de la llum; la seva tangent és colineal amb el vector d'ona. Els raigs de llum en medis homogenis són rectes. Es dobleguen a la interfície entre dos suports diferents i es poden corbar en un mitjà en què canvia l'índex de refracció. L'òptica geomètrica descriu com es propaguen els raigs a través d'un sistema òptic. Els objectes que es volen imaginar es tracten com a col·leccions de fonts puntuals independents, cadascuna de les quals produeix fronts d'ona esfèriques i els corresponents raigs externs. Es poden propagar matemàticament els raigs de cada punt objecte per localitzar el punt corresponent a la imatge.
La utilització d'aquest model, àmpliament divulgat al camp de l'òptica geomètrica, simplifica els càlculs a causa del principi de propagació en línia recta de la llum en medis homogenis i isòtrops com l'aire o l'aigua. En òptica física, el raig lluminós és la trajectòria que teòricament recorre l'energia lluminosa, i en la teoria corpuscular de la llum, el raig lluminós representa la trajectòria dels fotons, i perd tot significat quan els efectes de la mecànica quàntica es comencen a apreciar.
Cal aclarir que el concepte de raig lluminós perd la seva utilitat quan els fenòmens de difracció comencen a prendre un paper rellevant, per exemple, quan un feix de llum passa a través d'una obertura d'amplada comparable a la longitud d'ona del mateix feix.
Una definició lleugerament més rigorosa d'un raig de llum es desprèn del principi de Fermat, que estableix que el recorregut entre dos punts per un raig de llum és el camí que es pot recórrer en el menor temps.

## Raigs especials

Esquema de raigs en una superfície, on és l'angle d'incidència, és l'angle de reflexió i és l'angle de refracció.

Hi ha molts raigs especials que s'utilitzen en la modelització òptica per analitzar un sistema òptic. Aquests es defineixen i es descriuen a continuació, agrupats pel tipus de sistema que s'utilitza per modelar.

### Interacció amb superfícies
- Un raig incident  és un raig de llum que incideix en una superfície. L'angle entre aquest raig i la perpendicular o normal a la superfície és l'angle d'incidència.
- El raig reflectit corresponent a un raig incident determinat, és el raig que representa la llum reflectida per la superfície. L'angle entre la superfície normal i el raig reflectit es coneix com a angle de reflexió. La Llei de la reflexió diu que per a una superfície especular (sense dispersió), l'angle de reflexió sempre és igual a l'angle d'incidència.
- El  raig refractat o raig transmès corresponent a un raig incident determinat representa la llum que es transmet a través de la superfície. L'angle entre aquest raig i el normal es coneix com a angle de refracció, i ve donat per la llei de Snell. La conservació de l'energia requereix que la potència del raig incident ha de ser igual a la suma de la potència del raig refractat, la potència del raig reflectit i qualsevol potència absorbida a la superfície.
- Si el material és birefringent, el raig refractat es pot dividir en raigs ordinaris i extraordinaris, que experimenten diferents índexs de refracció en passar pel material birefringent.

### Sistemes òptics

Diagrama de raigs simple que mostra els raigs principals i marginals típics

- Un raig meridional o raig tangencial és un raig que es limita al pla que conté l'eix òptic del sistema i el punt objecte d'on es va originar el raig.[4]
- Un raig inclinat és un raig que no es propaga en un pla que conté tant el punt de l'objecte com l'eix òptic. Aquests raigs no creuen l'eix òptic enlloc i no són paral·lels a ell.[4]
- El raig marginal (de vegades conegut com un raig o un raig axial marginal) en un sistema òptic és el raig meridional que comença en el punt on l'objecte creua l'eix òptic i toca la vora de la parada d'obertura del sistema.[5][6] Aquest raig és útil, ja que torna a creuar l'eix òptic en els llocs on es formarà una imatge. La distància del raig marginal de l'eix òptic a les ubicacions de la pupil·la d'entrada i de sortida defineix les mides de cada pupil·la (ja que les pupil·les són imatges de la parada d'obertura).
- El raig principal o raig principal (de vegades conegut com a raig b) en un sistema òptic és el raig meridional que comença a la vora de l'objecte i passa pel centre de la tapa de l'obertura.[5][7] Aquest raig creua l'eix òptic a les ubicacions de les pupil·les. Per tant, els raigs principals són equivalents als raigs d'una càmera estenopeica. La distància entre el raig principal i l'eix òptic en una ubicació de la imatge defineix la mida de la imatge. Els raigs marginal i principal defineixen junts l'invariant de Lagrange, que caracteritza el rendiment o l'extensió del sistema òptic.[8] Alguns autors defineixen un "raig principal" per a cada punt objecte. El raig principal que comença en un punt a la vora de l'objecte es pot anomenar llavors raig principal marginal.[6]
- Un raig sagital o raig transversal des d'un punt d'objecte fora de l'eix és un raig que es propaga al pla perpendicular al pla meridional i que conté el raig principal.[4] Els raigs sagitals tallen la pupil·la al llarg d'una línia que és perpendicular al pla meridional per al punt de l'objecte del raig i que passa a través de l'eix òptic. Si es defineix que la direcció de l'eix és l'eix z i el pla meridional és el pla y - z, els raigs sagitals tallen la pupil·la a y p = 0. El raig principal és sagital i meridional.[4] La resta de raigs sagitals són raigs inclinats.
- Un raig paraxial és un raig que fa un petit angle cap a l'eix òptic del sistema i es troba prop de l'eix a tot el sistema.[9] Aquests raigs es poden modelar raonablement bé mitjançant l'aproximació paraxial. Quan es discuteix el traçat de raigs, aquesta definició sovint s'inverteix: un "raig paraxial" és llavors un raig que es modela mitjançant l'aproximació paraxial, no necessàriament un raig que roman a prop de l'eix.[10][11]
- Un raig finit o raig real és un raig que es traça sense fer l'aproximació paraxial.[11][12]
- Un raig parabasal és un raig que es propaga prop d'algun "raig base" definit en lloc de l'eix òptic.[13] Això és més adequat que el model paraxial en sistemes que no tenen simetria sobre l'eix òptic. En el modelatge per ordinador, els raigs parabasals són "raigs reals", és a dir, raigs que es tracten sense fer l'aproximació paraxial. De vegades s'utilitzen raigs parabasals al voltant de l'eix òptic per calcular les propietats de primer ordre dels sistemes òptics.[14]

### Fibra òptica
- Un raig meridional és un raig que travessa l'eix d'una fibra òptica.
- Un raig inclinat és un raig que viatja en un camí en zig-zag no planer i que mai no creua l'eix d'una fibra òptica.
- Un raig guiat, un raig lligat o un raig atrapat és un raig d'una fibra òptica multimode, que està confinat pel nucli. Per a la fibra d'índex de graons, la llum que entra a la fibra es guiarà si fa un angle amb l'eix de la fibra inferior a l'angle d'acceptació de la fibra.
- Un raig filtrant o raig túnel és un raig d'una fibra òptica que l'òptica geomètrica prediu que es reflectiria totalment al límit entre el nucli i el revestiment, però que pateix pèrdues a causa del límit del nucli corbat.